# Pierre-François-Victor Foucault
Pierre-François-Victor Foucault (1797-1871) est l'inventeur en 1843 de la première machine à imprimer du braille, le raphigraphe.

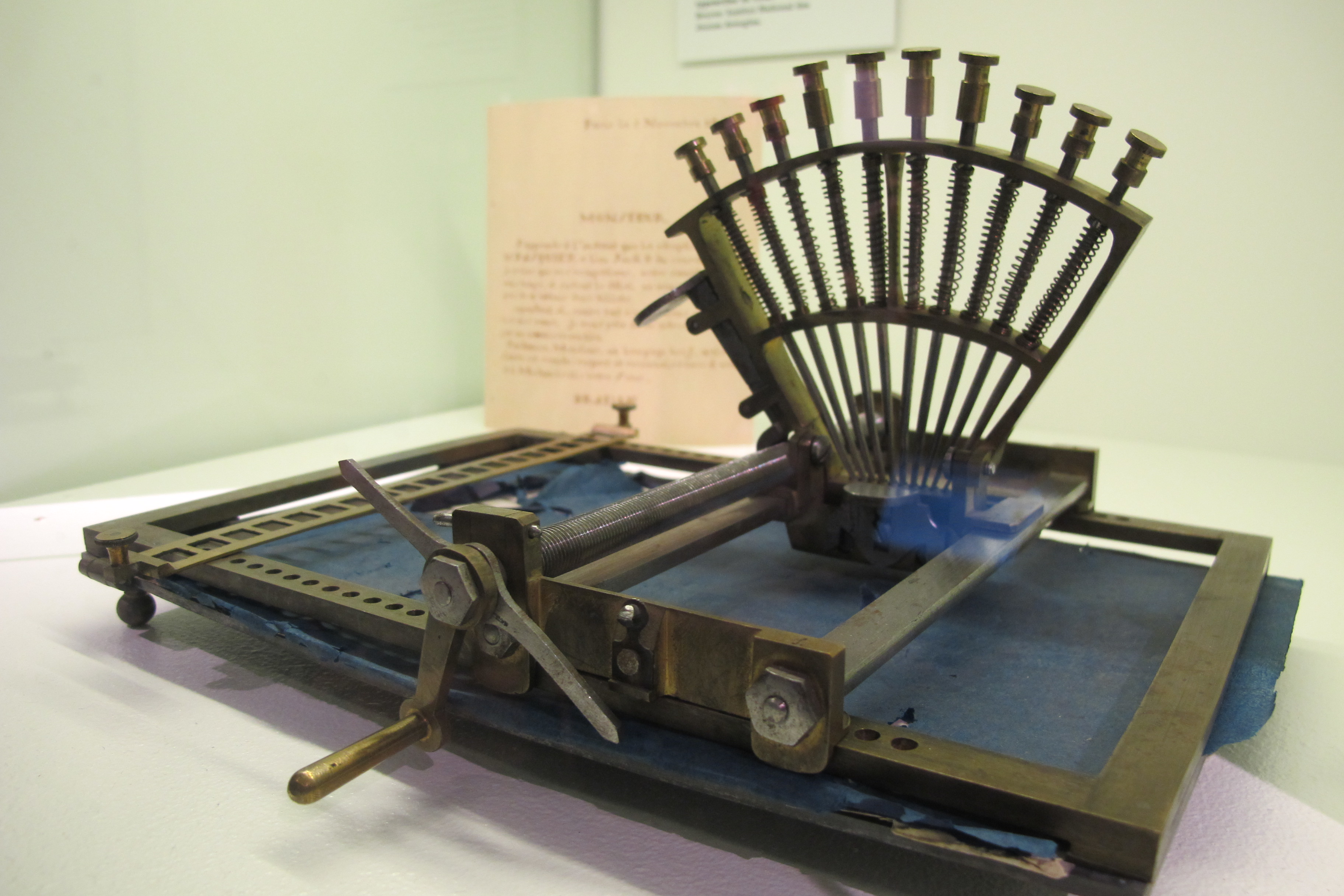
Un exemple de raphigraphe

## Biographie
Élève de l'Institution des Jeunes Aveugles, il épouse Thérèse-Adèle Husson, une romancière et mémorialiste aveugle, en 1826. Ce mariage donna naissance à deux filles. Après le décès de sa femme en 1831, des suites d'un incendie, il épouse en 1832 une couturière (voyante), Adélaïde Louise Juteau. Cela lui permet de devenir pensionnaire des Quinze-Vingts (les mariages entre aveugles y étant interdits) et lui donne la possibilité financière de collaborer avec Louis Braille.

## Le raphigraphe
Inventé en 1841, le raphigraphe reçoit une médaille de platine de la Société d'encouragement pour l'industrie nationale, puis est présentée à l'Exposition universelle de Londres en 1851.
Le raphigraphe comporte un clavier vertical avec dix touches ; à l’aide d’un papier carbone, ces touches permettent d’imprimer  une colonne de dix points. En avançant le clavier à plusieurs reprises, il est possible de former toutes les lettres, les chiffres et la ponctuation.